# Mike Troy
Mike Troy (n. 3 octombrie 1940, Indiana, SUA – d. 2 august 2019, Arizona, SUA) a fost un înotător american, medaliat olimpic. A participat la o ediție a Jocurilor Olimpice (1960) în care a câștigat 3 medalii de aur.